# Politique en Syrie

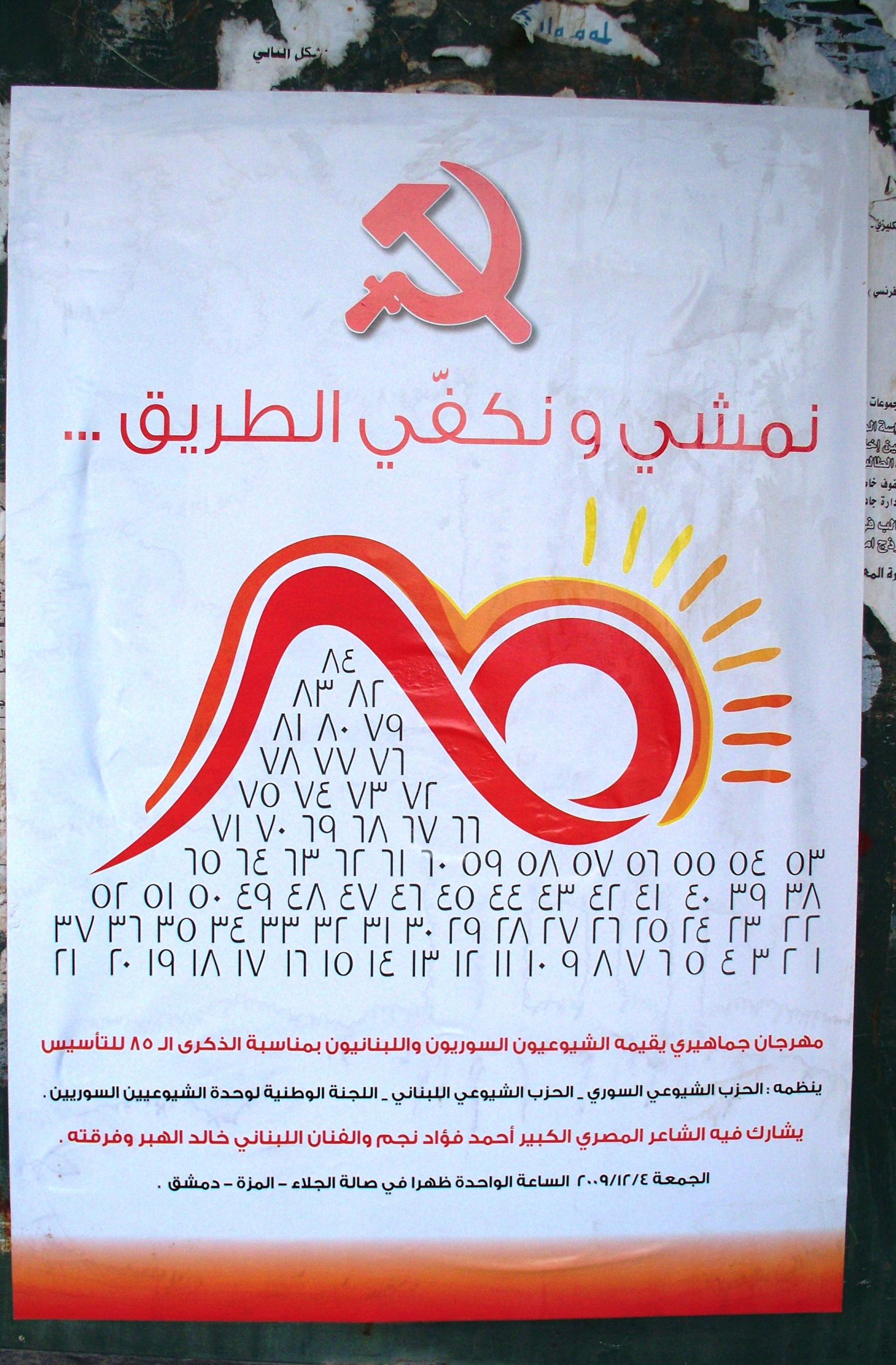
Affiche communiste-socialiste en Syrie en 2009.

La politique en Syrie repose de jure sur un modèle étatique de république unitaire semi-présidentielle. Toutefois, dans les faits, la Syrie n'a plus connu d'élection démocratique depuis 1961 avec l'arrivée au pouvoir du parti Baas en 1963. Auparavant, des élections démocratiques avaient été organisées en 1943, le 15 novembre 1949, en septembre 1954, en mai 1957 (élections partielles) et le 1er décembre 1961 avec un système de sièges réservés.
Entre 1963 et 2024, la République arabe syrienne est gouvernée par le parti Baas arrivé au pouvoir par un coup d'État ; jusqu'au référendum de 2012, il était inscrit dans la Constitution que le pays ne pouvait être gouverné que par le parti Baas. Les responsables au pouvoir sont pour la plupart issus de la minorité alaouite. Le parti Baas détient la majorité des deux tiers des sièges dans le parlement syrien (appelé Conseil du peuple ou Majlis ach-chaab) qui compte 250 membres, le reste des sièges, au nombre de 83, est occupé par des députés indépendants. L'état d'urgence est déclaré en Syrie depuis 1963. À la mort du président Hafez el-Assad en 2000, son fils Bachar el-Assad prend le titre de président. Ce dernier est renversé au cours d'une offensive généralisée menée par des factions d'opposition, le 8 décembre 2024, mettant fin à la gouvernance de la famille el-Assad.

## Système politique
La Constitution syrienne du 13 mars 1973 donne explicitement au parti Baas la fonction de parti dominant (avec la majorité simple des sièges au Majlis ach-chaab) et offre au président de très larges pouvoirs. Le Commandement régional du parti Baas désigne le candidat à la Présidence de la République. Sa candidature doit être approuvée par le Parlement avant d'être soumise à référendum populaire pour exercer un mandat de sept ans. Il cumule aussi les fonctions de secrétaire général du Parti Baas et de chef du Front national progressiste (FNP). Le président a le droit de nommer les ministres, de déclarer la guerre, l'état d'urgence, de promulguer les lois (qui requièrent la ratification du Conseil du peuple pour entrer en vigueur, sauf en période d'état d'urgence), de déclarer l'amnistie, de modifier la Constitution ainsi que de nommer les fonctionnaires et les militaires.
L'économie est dirigée par des plans quinquennaux mis en place par le président et le Front national progressiste. Le FNP est censé être une caisse de résonance de la société où les préoccupations économiques et politiques sont discutées. Néanmoins, la mainmise du parti Ba'as limite cette fonction et les débats sont bien contrôlés par l'appareil du parti.
La Constitution de 1973, pour se prémunir contre toute ingérence extérieure, demande explicitement que le président soit musulman. Cependant, l'Islam n'est pas religion d'État. La doctrine baassiste est basée sur le nationalisme pan-arabe, la laïcité et le socialisme, et cherche donc officiellement à séparer religion et politique,. Les Frères musulmans, qui avaient initié une lutte armée contre le régime, organisant des attentats, etc., ont d'ailleurs fait l'objet d'une répression très forte (voir le massacre de Hama lors duquel le centre-ville a été rasé), notamment en 1981-82 (entre 10 000 et 40 000 morts),. L'appartenance au mouvement demeure aujourd'hui punie de mort. Cependant, la crispation du pouvoir, dominé par les Alaouites auxquels appartient la famille el-Assad, a aussi conduit à un phénomène symétrique chez les sunnites : depuis les années 1980, le port du voile, auparavant marginal, s'est ainsi généralisé.
Le journaliste Hassan Chatila, exilé, qualifie ainsi le rôle des Frères musulmans :
« Historiquement, ils portent une lourde responsabilité dans la pérennité du régime baasiste. En 1980, alors que l’opposition de gauche syrienne commençait enfin à adhérer progressivement au concept de démocratie libérale parlementaire, la Confrérie islamiste a préféré fonder sa stratégie sur la prise du pouvoir par les armes. Cela a permis au régime de réprimer dans le sang les Frères musulmans, d’embastiller toute la gauche démocratique et de dissoudre tous les ordres professionnels.  »
La Syrie est découpée en 14 provinces ou gouvernorats (muhafazah) administratives. Chacune d'entre elles est dirigée par un gouverneur, proposé par le ministre de l'Intérieur et approuvé par le cabinet du premier ministre. Le gouverneur est assisté par un conseil provincial élu par la population.

## Système juridique
Le code civil comprend des morceaux de droit musulman ainsi que les influences du protectorat français (entre 1920 et l'indépendance du 17 avril 1946) et de la domination ottomane. Le système légal est bâti sur trois niveaux de juridictions : cours de première instance, cour d'appel et la cour suprême constitutionnelle, instance suprême du droit syrien. Il existe deux systèmes parallèles : des cours religieuses qui s'occupent des questions de droit privé (droit de la famille) et des cours de sécurité d'État, juridictions d'exception dénoncées par Amnesty International pour leurs procès truqués et l'utilisation d'« aveux » obtenus sous la torture.
La réalité du fonctionnement de la justice est néanmoins bien différente de ce qui figure dans la Constitution, celle-ci n'ayant aucune indépendance et les droits des citoyens sont régulièrement bafoués.

## État actuel
L'ancien président Bachar el-Assad est le fils de l'ancien président Hafez el-Assad, lequel a dominé le pays depuis son accession au pouvoir en 1970 jusqu'à sa mort en 2000. Les Alaouites, à laquelle appartient la famille Assad dominent les postes militaires les plus importants ainsi que l'appareil sécuritaire. Depuis quelques années, le parti Baas est en déclin au profit du Front national progressiste ; avec l'accession de Bachar el-Assad au "trône présidentiel", un monopartisme ouvert a été institué : plusieurs partis ont vu leur interdiction levée et peuvent s'exprimer, mais uniquement au sein du FNP. Ce changement est dû, entre autres, à l'abandon progressif de la doctrine socialiste baassiste même si le nationalisme pan-arabe demeure dans le discours et la propagande (notamment en faveur des Palestiniens). L'armée qui occupe la plus grosse part de l'économie syrienne est aussi très influente politiquement : Hafez el-Assad était un général, pilote de chasse, avant même son accession au pouvoir.
Modérément démocratique sur le papier, dans les faits, le parti Baas et l'appareil sécuritaire exercent un contrôle quasi total sur la vie politique. Hafez el-Assad a été confirmé à son poste de président à cinq reprises par un référendum populaire, aucun candidat ne s'est jamais présenté contre lui (lors du référendum en 1998 seuls 219 Syriens ont voté contre Hafez el-Assad sur 9 millions d'électeurs).
Candidat unique, Bachar el-Assad a été confirmé comme président par un référendum populaire en juillet 2000. Les décisions sont prises dans le cercle baassisto-alaouite du président et des services de sécurité, la population a un pouvoir électoral très restreint.
La Syrie est sous état d'urgence depuis 1963, le gouvernement le justifie par l'état de guerre avec Israël. Israël occupe depuis 1967 le plateau du Golan, territoire syrien qu'il a annexé en 1981 sans reconnaissance internationale, ce qui lui permet de pointer ses canons sur la capitale syrienne.
Le pouvoir baassisto-alaouite en place à Damas maintient une stabilité politique par deux moyens : des services de sécurité qui ont carte blanche et opèrent en dehors du cadre légal au prix de nombreuses violations des droits de l'homme d'une part ; une instrumentalisation des différentes communautés, avec une représentation officielle des minorités religieuses, des agriculteurs et des ouvriers dans des instances politiques dépourvues de pouvoir, d'autre part.
Six partis politiques, tous inféodés au parti Baas, sont autorisés à faire partie du Front national progressiste (FNP). Le FNP est à la fois un parti politique qui possède la majorité absolue au Conseil du peuple et un forum politique où divers partis et tendances politiques peuvent s'exprimer. De facto le parti Baas contrôle les débats internes mais laisse certaines questions relatives à l'agriculture (30 % des actifs en Syrie sont dans l'agriculture) se développer sans entraves. Les partis du FNP autres que le parti Baas n'ont qu'une importance modeste mais en 2000, le gouvernement avait envisagé d'inclure d'autres partis jusque-là interdits dans le FNP. Ce changement n'a pas eu lieu.
Le Baas domine le parlement (Conseil du peuple). Cette instance est renouvelée tous les 4 ans. Les parlementaires n'ont pas l'initiative des lois et sert donc de chambre d'enregistrement. En 2002, deux députés indépendants (Mamoun Homsi et Riad Seïf) qui souhaitaient des réformes politiques et la fin de la loi martiale se sont vu retirer leur immunité parlementaire avant d'être jugés et condamnés pour tentative de modification illégale de la Constitution. Même si ces opposants étaient jugés par une cour civile et non, comme il est d'usage, par une juridiction militaire, le procès est resté biaisé et le verdict sévère. Le gouvernement autorise un contingent de sièges pour les candidats ne faisant pas partie du FNP. Dans la législature actuelle, élue en décembre 2002, 83 sièges sur 250 sont prévus pour ces candidats. Ce quota laisse au FNP la majorité des deux-tiers (majorité absolue).
Le 11 mai 2007, Kamal Labouani, fondateur du Rassemblement libéral démocratique, arrêté en 2005 au retour d'une tournée politique dans l'Union européenne et aux États-Unis, est condamné à douze ans de prison. Cette condamnation est suivie, le 3 juillet 2010, par celle de l'avocat Haytham al-Maleh, reconnu coupable de « diffusion de fausses nouvelles susceptibles de porter atteinte au moral de la nation » après avoir critiqué l'état d'urgence. Arrêté en octobre 2009 et jugé devant un tribunal militaire, Haytham al-Maleh, 79 ans, avait déjà été emprisonné de 1980 à 1986. Quelques semaines auparavant, Muhannad al-Hasani, avocat reconnu, lauréat 2010 du prix Martin-Ennals pour les défenseurs des droits de l’Homme, était condamné à trois ans d’emprisonnement pour les mêmes motifs.
Le 25 juillet 2011, dans le cadre de la révolte contre le pouvoir en place, le parlement syrien vote une loi autorisant les partis d'opposition, « à condition de respecter notamment la déclaration universelle des droits de l’Homme, de ne pas reposer sur des bases religieuses ou tribales et de ne pas être issu d’une organisation ou d’un parti non syrien ».
En 2012, une nouvelle constitution a été adoptée dans l'espoir de mettre fin à la révolte. Elle met fin officiellement au monopole du parti Baas, enlève les références au socialisme et limite à deux mandats le poste de président, sans que cette dernière disposition soit rétroactive.
Selon les résultats officiels, le parti Baas et ses alliés auraient remporté la majorité des sièges du Parlement à l’issue des législatives organisées le 13 avril 2016 dans les territoires contrôlés par le régime.

## Actualité politique
Le président el-Assad a adressé de nombreuses propositions de paix en échange du territoire du Golan en été 2007 au premier ministre israélien Ehud Olmert. Ces propositions ont été refusées par Olmert qui considère que tant que la Syrie soutient le Hezbollah, le Golan ne lui sera pas rendu.

### Le plateau du Golan
Occupé depuis la guerre de 1967 par l'armée israélienne, ce plateau permet à l'armée israélienne de pointer ses canons sur Damas, la capitale syrienne, qui n'est qu'à 50 km en contrebas. Le 14 décembre 1981, Israël annexe le plateau du Golan. Des négociations ont sporadiquement lieu entre les deux parties mais pour l'instant sans résultats. Ces négociations se font parfois par l'entremise discrète des États-unis. Avec l'arrivée de Bachar el-Assad au poste de président et celui d'Ehud Barak au poste de premier ministre d'Israël en 1999, les observateurs avaient cru en la possibilité d'une évolution de la situation. La résolution no 497 de l'Organisation des Nations unies en date du 17 décembre 1981 a condamné l'occupation du plateau du Golan par l'armée israélienne.

### La questionlibanaise
L'armée syrienne occupait une grande partie du Liban depuis 1975. L'armée syrienne et les services spéciaux se sont retirés du Liban fin avril 2005. Le départ des services spéciaux fait néanmoins débat. Kofi Annan, le secrétaire général de l'ONU et une partie des hommes politiques libanais ont exprimé leurs doutes sur leur départ complet.[réf. souhaitée]
Les États-Unis et la France (entre autres) reprochent à la Syrie son implication directe dans l’assassinat de l'ancien premier ministre libanais Rafiq Hariri en février 2005. La Syrie nie toute implication dans cet assassinat ainsi que ceux d’autres personnalités politiques libanaises. Un rapport intérimaire de l'ONU dirigé par le procureur Detlev Mehlis rendu public le 21 octobre 2005 a conclu à une implication tant libanaise que syrienne dans l’assassinat de Hariri. Le successeur de Mehlis, Serge Brammertz, se montrera moins catégorique que son prédécesseur dans les rapports intérimaires suivants.

### Les relations avec lesÉtats-Unis
Sous l’administration Clinton, les États-unis et la Syrie maintenaient un dialogue discret mais continu sans pour autant que les relations bilatérales connaissent un réchauffement particulier. Avec les menaces d’invasion de l'Irak sous l'administration Bush, les tensions se sont faites plus vives. La Syrie, contrairement à la première guerre du Golfe où elle s'était investie contre l'Irak, n'a cette fois pas accepté que son voisin irakien soit attaqué par les États-Unis et a donc vertement critiqué au nom du pan-arabisme baasiste cette guerre susceptible de lui causer des dommages collatéraux (accueil massif de réfugiés irakiens, aide économique et militaire à l'Irak) [réf. nécessaire].
Depuis le début de l'année 2005, et leur occupation militaire de l’Irak, les États-Unis reprochent à la Syrie de laisser transiter des combattants vers l'Irak pour lutter militairement, et probablement par des attentats, contre le régime pro-américain mis en place à Bagdad. L’origine de ces combattants est assez floue.
Néanmoins la Syrie a également participé à la « guerre contre le terrorisme » déclarée par Bush. Ainsi, de jeunes Français islamistes ont été interpellés en Syrie dans des écoles coraniques qui servent de relais pour leur passage en Irak[réf. souhaitée]. De plus, plusieurs personnes détenues par la suite par les États-Unis et qualifiées de « combattants ennemis » ont été arrêtés en Syrie, maintenus en détention et torturés. Parmi elles, Maher Arar, Abdullah Almalki (arrêté en 2002 et maintenu 22 mois en détention en Syrie), Muayyed Nureddin (arrêté fin 2002, détenu pendant un mois) et Ahmad El Maati (en) (arrêté en 2001 et détenu plus de 790 jours, sans être inculpé par la suite). Toutes ont par la suite accusé le Canada d'avoir participé à ces interrogatoires dans le cadre du programme d'extraordinary renditions. Le 18 juin 2009, la Chambre des Communes canadienne a voté des excuses formelles à ces trois derniers hommes, ayant tous souffert de la torture sans avoir été inculpés de quoi que ce soit.
Cependant, les partis politiques représentants les chiites irakiens (plus de 60 % de la population irakienne) ainsi que les Kurdes (près de 30 %) dénoncent le rôle de la Syrie dans les attentats en Irak [réf. nécessaire]. Les États-unis accusent de plus la Syrie d'avoir offert l'asile à des membres de l'appareil d'État de l'époque de Saddam Hussein.
Le président américain George W. Bush a dénoncé dans son État de l'Union de 2005 la Syrie comme un membre de l'« Axe du mal ». Il a appelé la Syrie un État terroriste.
Les néo-conservateurs en poste dans l'administration Bush, galvanisés par leur succès militaire à défaut d'être politique en Irak, souhaitent la chute du régime syrien actuel. Cette position n’est pas la position officielle des États-Unis mais les déclarations de Condoleezza Rice et de Donald Rumsfeld menaçant explicitement la Syrie laissent penser qu'une intervention militaire est peut-être envisagée. Toutefois, les difficultés rencontrées pour la pacification de l'Irak empêcheraient les États-Unis d'envahir la Syrie.

### Partenariat Syrie-Union européenne
L'économie syrienne est à bout de souffle faute de réformes. Damas compte sur l'obtention d'un partenariat avec l'UE pour sortir de la crise. Depuis mai 1998, des négociations pour parvenir à un traité d'association sont en cours. Les obstacles sont énormes : économie d'État dirigée, système bancaire inexistant, corruption généralisée, gouvernement autoritaire et bureaucratie étouffante.
Ce partenariat est aujourd'hui fragilisé voire compromis par le rapport Mehlis de l'ONU qui a été rendu public le 20 octobre 2005 et qui désigne clairement la Syrie comme principale instigatrice de l'assassinat de Rafiq Hariri en février 2005. Plusieurs pays européens dont la France soutiennent des sanctions de l'ONU contre la Syrie.

### Prolifération nucléaire
Le 6 septembre 2007 l'aviation israélienne bombarde le site d'Al-Kibar, sur les rives de l'Euphrate à l'est du pays, soupçonné d'abriter un réacteur nucléaire sous la forme d'un simple bâtiment cubique depuis 2001
Dès octobre 2007, les ruines du site sont déblayées et un nouveau bâtiment érigé.
Les États-Unis affirment l'existence d'un lien entre le programme nucléaire syrien et la Corée du Nord en avril 2008[réf. nécessaire].
L'AIEA indique l'envoi d'inspecteurs en juin 2008 sur les lieux du bombardement israélien de 2007, dans le but de vérifier, d'une part, les liens techniques supposés entre la Syrie et la Corée du Nord et, d'autre part, de s'assurer du respect par la Syrie des obligations du traité de non-prolifération, auquel le pays est partie depuis 1969.
La coopération entre Damas et Pyongyang a notamment déjà permis à la Syrie de se doter de missiles balistiques. Les autorités syriennes soutiennent quant à elles qu'Al-Kibar n'était pas un site nucléaire.

## Sources
1. ↑  « SYRIE. Assad, l'ami des islamistes », sur Courrier international, 3 septembre 2013 (consulté le 30 juillet 2020)
2. ↑  « Les "snipeuses" de Bachar al-Assad ou la propagande du parti Baas », sur France 24, 1er avril 2015 (consulté le 30 juillet 2020)
3. ↑  Damas liquide les Frères musulmans, Jeune Afrique, 2 février 2004
4. 1 2 3  Syrie : les Frères musulmans resurgissent, Algérie DZ, 11 avril 2005
5. ↑  Profil de la Syrie sur le site de l'Université de Sherbrooke (Canada).
6. ↑  « Syrie : l'ombre du massacre de février 1982 plane toujours sur Hama », Le Monde.fr,‎ 2 février 2012 (lire en ligne, consulté le 30 juillet 2020)
7. ↑  Syrie – « Une caricature de “despotisme oriental” », interview de 2006, republiée en 2010 sur le site d'Amnesty International
8. ↑  « La justice syrienne faillite d'un système », OFPRA,‎ 21 avril 2016 (lire en ligne)
9. ↑  (en) Towards a democratic Syria, Ynet, 24 février 2007.
10. ↑  « "Les murs ont des oreilles" : enquête sur les dérives des services de sécurité syriens », France 24,‎ 21 mai 2019 (lire en ligne)
11. ↑  [PDF] « Le parti Baath et la dynastie al-Asad en Syrie : la laïcité dans un contexte communautaire », sur archives-ouvertes.fr, 24 septembre 2012 (consulté le 20 mai 2019).
12. ↑  (en-US) Anne Barnard, « Syrian Parliamentary Elections Highlight Divisions and Uncertainty », The New York Times,‎ 13 avril 2016 (ISSN 0362-4331, lire en ligne, consulté le 29 juillet 2020)
13. ↑  Christophe BOLTANSKI, « En Syrie, le Baas reste fermé à l'ouverture », sur Libération.fr, 10 juin 2005 (consulté le 29 juillet 2020)
14. 1 2  FIDH, La condamnation de l'avocat Haytham al-Maleh..., 6 juillet 2010
15. ↑  La Syrie autorise le multipartisme, Libération, 25 juillet 2011.
16. ↑  Zakaria Taha, Syrie, Louvain-la-Neuve, De Beck, 2016, 137 p. (ISBN 978-2-8073-0647-9), p. 61
17. ↑  , Syrie : le parti d’Assad remporte sans surprise « ses » élections législatives Le Monde, 17 avril 2016.
18. ↑  (en) Rapport de l'ONU sur l'assassinat de Rafiq Hariri.
19. ↑  The cases of Almalki, Nureddin and El Maati, CBC News, 22 octobre 2008
20. ↑  Bungling 'terror' cases, Toronto Star, 21 juin 2009
21. ↑  tempsreel.nouvelobs.com Israël s'en est pris au nucléaire syrien et iranien.
22. ↑  Le Monde, édition du 19 juin 2008, La filière nucléaire secrète Pyongyang-Damas.